# Antonio Escobar y Mendoza
Antonio Escobar y Mendoza (ur. 1589 w Valladolid – zm. 4 lipca 1669 tamże) – hiszpański jezuita, jeden z najbardziej znanych kazuistów. 
Do zakonu wstąpił w wieku piętnastu lat. Po przyjęciu święceń kapłańskich stał się znanym kaznodzieją, jego pierwszymi publikacjami były teksty hagiograficzne poświęcone świętemu Ignacemu Loyoli (1613) i Najświętszej Maryi Pannie (1618). Największą sławę przyniosły mu prace z zakresu teologii moralnej: Summula casuum conscientiae (1627), Liber theologiae moralis (1644) i Universae theologiae moralis problemata (1652–1666). Postawił w nich m.in. tezę, że czystość intencji jest wystarczającym usprawiedliwieniem działań zasadniczo niemoralnych. Jego poglądy spotkały się z krytyką jansenistów (np. Prowincjałki Pascala). Na przekór pewnym laksystycznym twierdzeniom, które głosił, prowadził surowe życie, przestrzegając wiernie reguł swojego zakonu. Mawiano o nim, iż utrudnił dostęp do nieba sobie, a ułatwił go innym. Zmarł w swoim rodzinnym mieście w 1669 roku.
Choć zasadniczo Escobar był wielkim autorytetem w dziedzinie teologii moralnej, to w 1679 niektóre kazusy z jego nauczania zostały potępione przez papieża Innocentego XI, a głoszenia ich zabroniono pod karą ekskomuniki.